# Kasachische Botschaft in Berlin

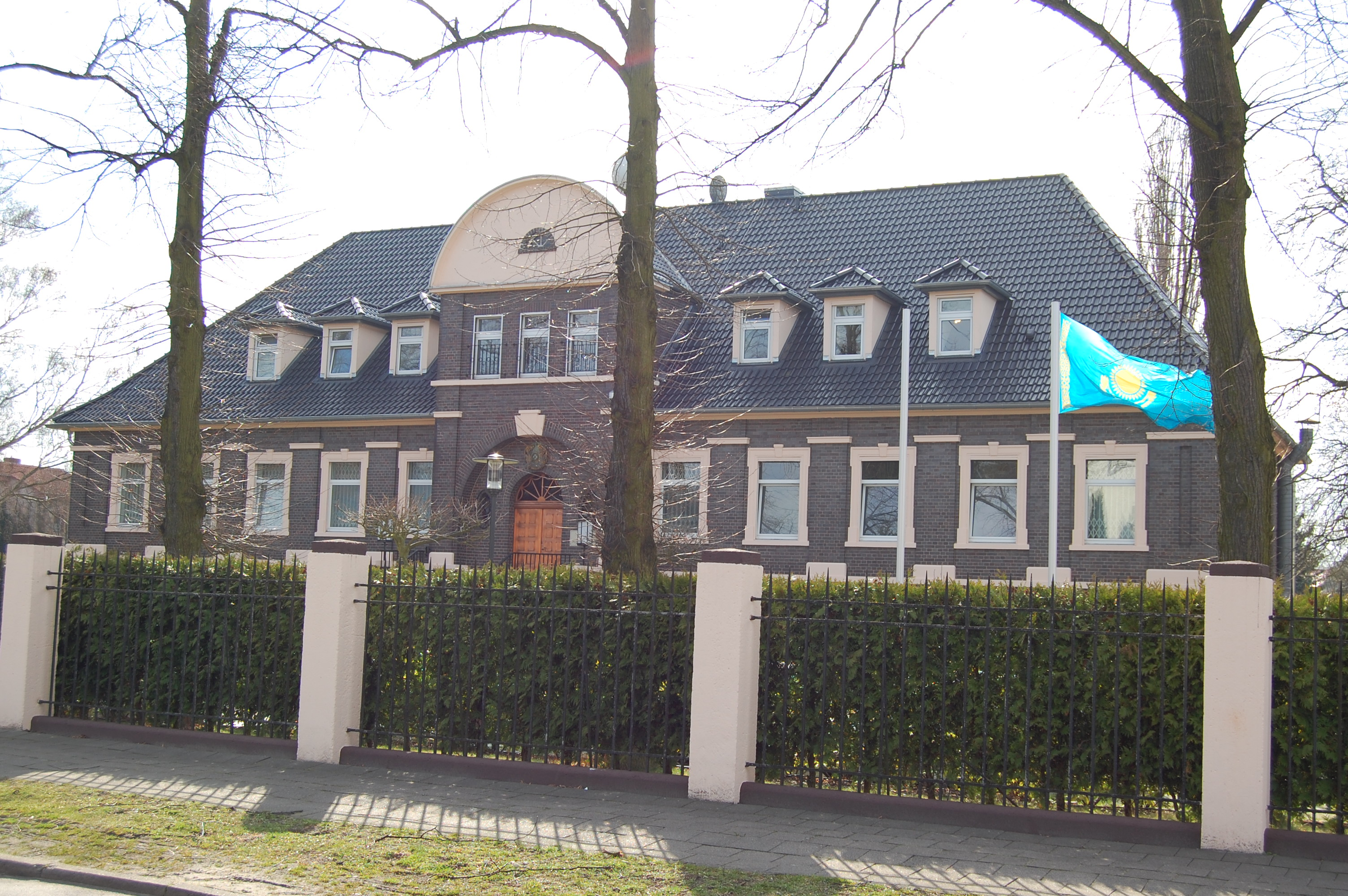
Botschaft in der Nordendstraße 14–17

Die kasachische Botschaft in Berlin (offiziell Botschaft der Republik Kasachstan in der Bundesrepublik Deutschland, kasachisch Қазақстан Республикасының Германия Федеративтік Республикасындағы Елшілігі) ist der Hauptsitz der diplomatischen Vertretung Kasachstans in Deutschland. Botschafter ist seit dem 18. Juli 2022 zum zweiten Mal Nurlan Onschanow.

## Lage
Das Botschaftsgebäude befindet sich in der Nordendstraße 14–17 im Ortsteil Rosenthal des Bezirks Pankow.
In Bonn befindet sich eine Außenstelle der Botschaft, in Frankfurt am Main und München von der Konsularabteilung der Botschaft unabhängig organisierte Generalkonsulate. Der Botschaft in Berlin unterstehen Honorarkonsulate in Dortmund, Magdeburg, Rostock, Dresden, Hannover, Hamburg und Stuttgart.

## Geschichte
Die Unabhängigkeit Kasachstans von der Sowjetunion wurde am 31. Dezember 1991 von der Bundesrepublik Deutschland offiziell anerkannt. Seit dem 11. Februar 1992 bestehen diplomatische Beziehungen zwischen beiden Ländern.
Von 1994 bis 1996 befand sich die kasachische Botschaft im Schloss Marienfels in Remagen und von 1996 bis zum Umzug nach Berlin im Jahr 1999 im Oberen Lindweg 2/4 im Ortsteil Dottendorf der ehemaligen Bundeshauptstadt Bonn.

## Botschafter
- 2003–2007: Qairat Sarybai
- 2008–2014: Nurlan Onschanow
- 2014–2019: Bolat Nussupow[3]
- 2019–2022: Däuren Käripow[4]
- seit 2022: Nurlan Onschanow[5]